# Rutledge (Tennessee)
Rutledge es un pueblo ubicado en el condado de Grainger en el estado estadounidense de Tennessee. En el Censo de 2010 tenía una población de 1.122 habitantes y una densidad poblacional de 92,27 personas por km².

## Geografía
Rutledge se encuentra ubicado en las coordenadas 36°16′49″N 83°31′11″O / 36.28028, -83.51972. Según la Oficina del Censo de los Estados Unidos, Rutledge tiene una superficie total de 12.16 km², de la cual 12.16 km² corresponden a tierra firme y (0%) 0 km² es agua.

## Demografía
Según el censo de 2010, había 1.122 personas residiendo en Rutledge. La densidad de población era de 92,27 hab./km². De los 1.122 habitantes, Rutledge estaba compuesto por el 95.54% blancos, el 1.87% eran afroamericanos, el 0.18% eran amerindios, el 0.36% eran asiáticos, el 0.09% eran isleños del Pacífico, el 1.16% eran de otras razas y el 0.8% pertenecían a dos o más razas. Del total de la población el 3.12% eran hispanos o latinos de cualquier raza.